# Malaisie orientale
La Malaisie orientale comprend les États de Sabah et de Sarawak, ainsi que le Territoire fédéral de Labuan, situés sur l'île de Bornéo. Cet ensemble est séparé de la Malaisie péninsulaire par la mer de Chine méridionale.
Cette partie du pays est moins développée que la partie péninsulaire, mais elle possède de nombreuses ressources naturelles (gaz, pétrole).

## Histoire
Sabah et Sarawak étaient administrés indépendamment de la fédération de Malaisie sous le nom de colonie britannique du nord de Bornéo. Ils ne rejoignirent la fédération de Malaisie qu'en 1963.
En tant qu'États fédérés, Sabah et Sarawak ont cependant conservé un niveau d'autonomie supérieur à celui des États de la Malaisie péninsulaire. Le contrôle de l'immigration est indépendant et même les Malaisiens vivant dans les autres États doivent se soumettre à des procédures spéciales.

## Labuan
L'archipel de Labuan était partie de Sabah jusqu'en 1984, quand il est devenu « territoire fédéral », administré par le gouvernement fédéral, dans le but de le transformer en un centre financier off-shore avec douanes et système fiscal distincts.